# Maignelay-Montigny
Maignelay-Montigny – miejscowość i gmina we Francji, w regionie Hauts-de-France, w departamencie Oise.
Według danych na rok 1990 gminę zamieszkiwały 2273 osoby, a gęstość zaludnienia wynosiła 121 osób/km² (wśród 2293 gmin Pikardii Maignelay-Montigny plasuje się na 117. miejscu pod względem liczby ludności, natomiast pod względem powierzchni na miejscu 103.).